# Qəşəd
Qəşəd è un comune dell'Azerbaigian situato nel distretto di Ağsu. Conta una popolazione di 1 096 abitanti.